# Saint-Paul-de-Jarrat
 Saint-Paul-de-Jarrat  es una población y comuna francesa, en la región de Mediodía-Pirineos, departamento de Ariège, en el distrito de Foix y cantón de Foix-Rural.

## Demografía
| 877 | 1103 | 1068 | 1100 | 1261 | 1224 |
| Para los censos de 1962 a 1999 la población legal corresponde a la población sin duplicidades (Fuente: INSEE [Consultar]) |      |      |      |      |      |